# Анна Карамазофф
«Анна Карамазофф» (рос. Анна Карамазофф/ фр. Anna Karamazoff) — радянсько-французький художній фільм режисера Рустама Хамдамова 1991 року. Прем'єра фільму відбулася 17 травня 1991 року в рамках конкурсної програми 44-го Каннського кінофестивалю. Проте, через конфлікт режисера і продюсера фільм на екрани СРСР й інших країн так і не вийшов. Існує лише неліцензійна VHS-копія фільму дуже низької якості. У фільмі використані фрагменти знищеного фільму Рустама Хамдамова «Несподівані радощі».

## Сюжет
Історія жінки, що повертається зі сталінських таборів. Ленінград 1949 рік. Вона шукає людину, за доносом якої була арештована, щоб помститися їй, але завершивши свій суд, розуміє, що помста безглузда, зло лише породжує зло, і цей ланцюг нескінченний. Єдиний вихід, який тепер вона для себе бачить — піти з життя.

## У ролях
- Жанна Моро —  Анна Карамазова  (дублюють  Світлана Немоляєва і  Ольга Волкова, в сценах за участю німецької вівчарки Грети-Хейги дублює Надія Сагер)
- Петро Мамонов —  співрозмовник на згорілій кухні
- Світлана Немоляєва —  сусідка
- Олександр Феклістов —  Олександр Васильович, її чоловік
- Еммануїл Віторган —  Прокудін-Горський, режисер
- Олена Соловей —  Олена, зірка німого кіно
- Наталія Лебліх —  Наташа, актриса
- Віктор Сибільов —  юнак
- Ірина Печернікова —  узбечка
- Владислав Вєтров —  Рощин-Інсаров, графолог
- Геннадій Нілов —  майор держбезпеки
- Михайло Тихонов —  безпритульний на кладовищі
- Марія Капніст —  бабуся Соня
- Юрій Соломін —  отруєний Анною генерал-полковник
- Наталія Фатєєва —  його дружина
- Олена Коренєва —  дама на похорону
- Розалія Котович —  прибиральниця

## Знімальна група
- Автор сценарію і режисер-постановник: Рустам Хамдамов
- Оператор-постановник:  Юрій Клименко
- Оператор-постановник зйомок 1974 роки («Несподівані радощі»):  Ілля Міньковецький
- Композитор: Олександр Вустін
- Художник-постановник: Володимир Мурзін, за участю Олександра Загоскіна